# Saurian (película)
Saurian es un telefilme estadounidense de ciencia ficción y terror de 2006, dirigido por John Carl Buechler, que a su vez lo escribió, a cargo de la fotografía estuvo James M. LeGoy y el elenco está compuesto por Michael Paré, Nick Mancuso, Arloa Reston y Joseph Gatt, entre otros. Este largometraje fue producido por Motion Picture Corporation (MPC) y Fantastical Cinema LLC.

## Sinopsis
Agentes del FBI junto con el Equipo de Inteligencia Paranormal pretenden frenar los daños que están ocasionando en el planeta los reptilianos, que se transformaron para tener apariencia humana.